# Elezioni dell'Assemblea costituente panrussa del 1917
Le elezioni dell'Assemblea costituente russa si tennero nella Repubblica Socialista Federativa Sovietica Russa il 25 novembre 1917, anche se in alcuni distretti si votò in più giorni. Si sarebbero dovute tenere due mesi prima come effetto della Rivoluzione di febbraio. Furono le prime elezioni libere in Russia; il suffragio era universale e furono ammesse al voto anche le donne. L'affluenza fu del 48,44%.

## Svolgimento
I bolscevichi e i socialrivoluzionari di sinistra si erano impadroniti del potere con la Rivoluzione d'ottobre. La lista dei candidati era stata presentata prima che si verificasse la scissione all'interno del Partito Socialista Rivoluzionario; pertanto, i socialrivoluzionari di destra godettero di una rappresentazione troppo elevata, mentre i socialrivoluzionari di sinistra che facevano parte della coalizione di governo del Comitato esecutivo centrale panrusso insieme coi bolscevichi furono esclusi.

## Conseguenze
L'Assemblea costituente si riunì il 18 gennaio 1918, e tutti i leader degli altri partiti si rifiutarono di supportare l'idea di Lenin di creazione di una repubblica sovietica. Pertanto, il giorno seguente il Comitato Esecutivo Centrale panrusso sciolse l'Assemblea rendendo de facto il Congresso panrusso dei Soviet il corpo legislativo della Russia, per evitare che vi fosse uno scontro tra quest'ultimo e l'Assemblea. Tra il 23 e il 31 gennaio fu convocato il III Congresso panrusso dei Soviet, al quale parteciparono 860 bolscevichi su 1647 delegati (il 52,22%), che ratificò in larga maggioranza lo scioglimento dell'Assemblea.

## Esito
Sono stati effettuati diversi studi, che hanno dato risultati diversi. Ad ogni modo, tutti indicano chiaramente che i bolscevichi vinsero con ampio margine nei centri urbani ed ottennero circa i due terzi dei voti dei soldati che combattevano sul fronte orientale. Tuttavia, i socialrivoluzionari batterono i bolscevichi grazie alla forza del supporto da parte dei contadini delle aree rurali.

## Risultati
- Risultati eleborati da Oliver Henry Radkey[4]

| Partito                                      | Voti       | %     | Deputati |
| -------------------------------------------- | ---------- | ----- | -------- |
| Partito Socialista Rivoluzionario            | 17.943.000 | 40,4  | 380      |
| Bolscevichi                                  | 10.661.000 | 24,0  | 168      |
| Partito Democratico Costituzionale (Cadetti) | 2.088.000  | 4,7   | 17       |
| Menscevichi                                  | 1.144.000  | 2,6   | 18       |
| Altri                                        | 8.198.000  | 18,40 | 120      |
| Totale (contati)                             | 40.034.000 | 90,10 |          |
| Totale (Non contati)                         | 4.543.000  | 10,2  |          |
| Totale                                       | 44.577.000 | 100   | 703      |

### Tutti i partiti
| Partito                                        | Voti       | %     |
| ---------------------------------------------- | ---------- | ----- |
| Partito Socialista Rivoluzionario              | 17.943.000 | 40,4  |
| Bolscevichi                                    | 10.661.000 | 24,0  |
| Socialrivoluzionari ucraini                    | 3.433.000  | 7,7   |
| Partito Democratico Costituzionale ("Cadetti") | 2.088.000  | 4,7   |
| Menscevichi                                    | 1.144.000  | 2,6   |
| Altri partiti liberali russi                   | 1.261.000  | 2,8   |
| Partito Menscevico Georgiano                   | 662.000    | 1,5   |
| Musavat (Azerbaigian)                          | 616.000    | 1,4   |
| Dashnaktsutiun (Armenia)                       | 560.000    | 1,3   |
| Socialrivoluzionari di sinistra                | 451.000    | 1,0   |
| Altri socialisti                               | 401.000    | 0,9   |
| Alash Orda (Kazakistan)                        | 407.000    | 0,9   |
| Altri partiti minori nazionali                 | 407.000    | 0,9   |
| Totale (voti contati)                          | 40.034.000 | 90,10 |
| Voti non contati                               | 4.543.000  | 10,2  |
| Totale                                         | 44.577.000 | 100   |

### Per regione
| Regione               | Voti ai bolscevichi % |
| --------------------- | --------------------- |
| Tutta la Russia       | 23,4                  |
| Flotta baltica        | 62,6                  |
| Flotta del Mar Nero   | 20,5                  |
| Fronte Settentrionale | 56,1                  |
| Fronte Occidentale    | 66,9                  |
| Fronte Sudoccidentale | 29,8                  |
| Fronte Romeno         | 14,8                  |
| Pietrogrado           | 45,0                  |
| Mosca                 | 47,9                  |
| Transcaucasia         | 4,6                   |
| Estonia               | 40,4                  |
| Livonia               | 71,9                  |
| Vicebsk               | 51,2                  |
| Minsk                 | 63,1                  |
| Smolensk              | 54,9                  |
| Bielorussia (primi 3) | 57,5                  |
| Siberia               | 9,9                   |
| Operai                | 86,5                  |

| Partito                                      | % Voto nel Caucaso |
| -------------------------------------------- | ------------------ |
| Menscevichi                                  | 30,1               |
| Dashnak                                      | 18,5               |
| Partito Socialista Rivoluzionario            | 5,6                |
| Bolscevichi                                  | 4,6                |
| Partito Democratico Costituzionale (Cadetti) | 1,3                |
| Non classificati                             | 39,8               |

I menscevichi ottennero solo il 3,3% dei voti a livello nazionale, ma in Transcaucasia ottennero il 30,1%. Il 41,7% del loro supporto proveniva da lì, ed in Georgia circa il 75% della popolazione votò per loro.